# Jaan Hünerson

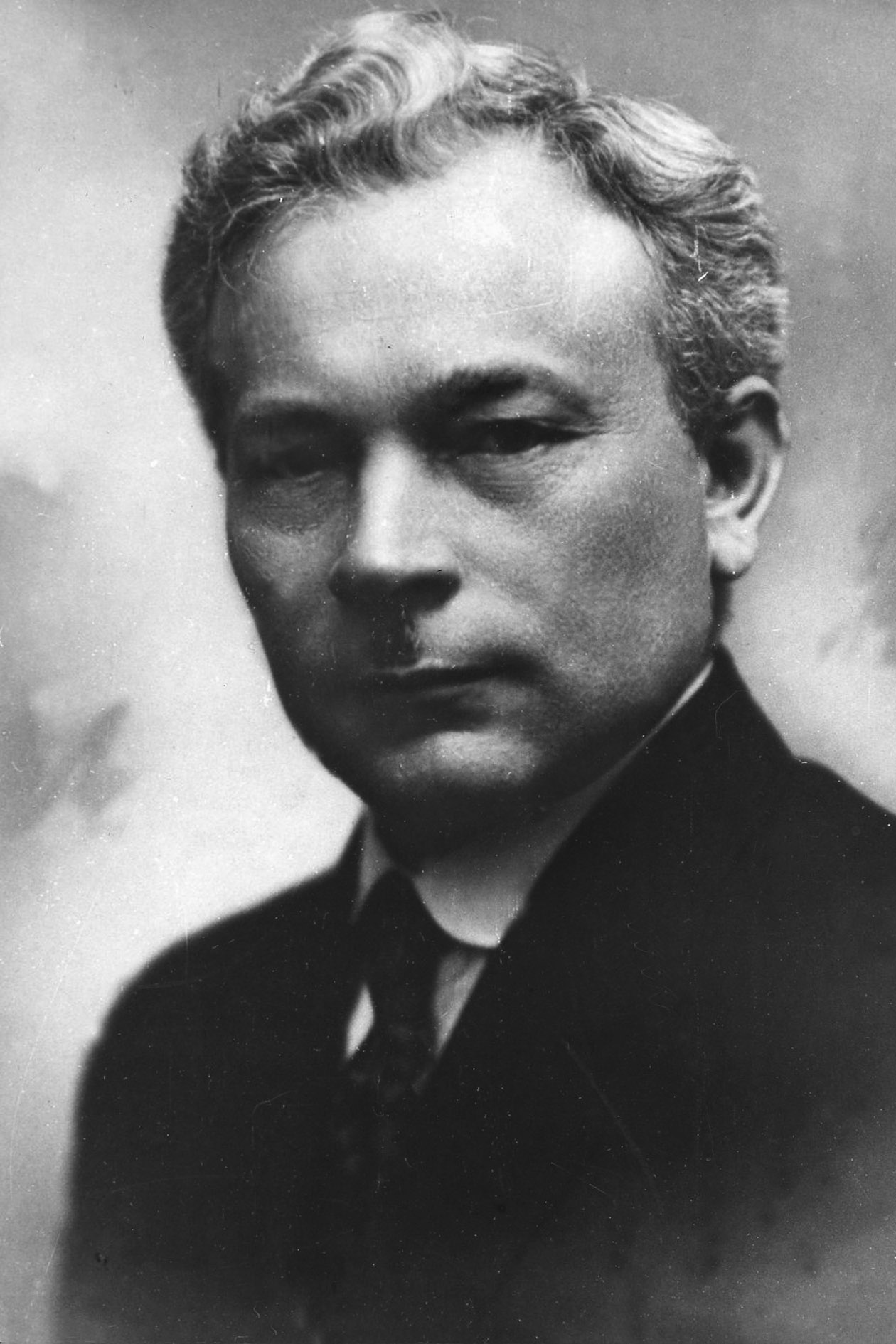
Jaan Hünerson

Jaan Hünerson (* 23. Januarjul. / 4. Februar 1882greg. auf dem Bauernhof Viira talu, Dorf Mäeküla, Landgemeinde Karksi, Kreis Viljandi, Gouvernement Livland; † 5. Juni 1942 im Gefangenenlager Sewerouralsk bei Soswa, Oblast Swerdlowsk, Sowjetunion) war ein estnischer Agronom und Politiker.

## Frühe Jahre
Jaan Hünerson wurde als Sohn der Landwirte Margus und Ann Hünseron geboren. Er besuchte die Dorf- und die Kirchspielschule von Karksi. 1898 führte ihn seine Ausbildung an die Landwirtschaftsschule im finnischen Harju bei Kotka. Anschließend ging er von 1898 bis 1903 auf die Realschule in Tartu. 1903/04 diente Hünerson in der zaristischen Armee. Als Freiwilliger nahm er in der Mandschurei am Russisch-Japanischen Krieg teil.
1906/07 studierte Hünerson Landwirtschaft an der Universität im preußischen Königsberg, dann an der Landwirtschaftlichen Hochschule in Bonn-Poppelsdorf. Er schloss 1912 sein Studium in den Fächern Agronomie und Landverbesserung ab. Anschließend ging er zurück in seine livländische Heimat.
Von 1912 bis 1918 war Hünerson als Dozent für Landwirtschaft in Tartu und Vahi tätig. 1918/19 war er Lehrer an der Landwirtschafts-Mittelschule in Tartu. Gleichzeitig verfolge Hünerson eine (agrar-)journalistische Karriere. Von 1904 bis 1906 war er mit Unterbrechungen in der Redaktion der Tartuer Zeitung Postimees beschäftigt. Von 1911 bis 1914 war er Redaktionsmitglied der Landwirtschafts-Zeitung Põllutööleht und dort von 1914 bis 1918 angestellter Redakteur.

## Politik
Nach der Revolution in Russland wurde Hünerson 1917 Mitbegründer und Vorstandsvorsitzender der „Estnischen Landvolkunion“ (Eesti Maarahva Liit). Mit Ausrufung der staatlichen Unabhängigkeit Estlands ging Hünerson in die aktive Politik der neugegründeten Republik. 1918 bildete sich aus der „Landvolkunion“ die agrarisch-konservative politische Partei „Bund der Landwirte“ (Põllumeeste Kogud) um ihren unumstrittenen Führer Konstantin Päts. Hünerson blieb in den 1920er Jahren einer der Spitzenpolitiker und Landwirtschaftsexperten der Partei.
Hünerson war 1919/20 für den „Bund der Landwirte“ Mitglied der Verfassungsgebenden Versammlung der Republik Estland (Asutav Kogu). Er gehörte anschließend als Abgeordneter dem estnischen Parlament (Riigikogu) in allen fünf Legislaturperioden der Zwischenkriegszeit an.
Außerdem war Hünerson Minister in mehreren estnischen Regierungen:
| Kabinett     | Ressort                      | Amtszeit                | Partei |
| ------------ | ---------------------------- | ----------------------- | ------ |
| Teemant I    | Innenminister                | 04.03.1927–09.12.1927   | PK     |
| Tõnisson III | Innenminister                | 09.12.1927 – 04.12.1928 | PK     |
| Strandman II | Bildungs- und Sozialminister | 09.07.1929 – 12.02.1931 | PK     |
| Päts III     | Gerichts- und Innenminister  | 12.02.1931 – 20.11.1931 | PK     |
| Päts III     | Landwirtschaftsminister      | 20.11.1931 – 19.02.1932 | PK     |
| Teemant IV   | Bildungs- und Sozialminister | 19.02.1932 – 19.07.1932 | PK     |
| Einbund I    | Bildungs- und Sozialminister | 19.07.1932 – 01.11.1932 | PK     |

Daneben blieb Hünerson weiter als Journalist tätig. Von 1919 bis 1939 war er Redakteur der Zeitung Põllumees („Der Landwirt“). Von 1920 bis 1927 gehörte er der Redaktion der Zeitung Kaja an, dem Sprachrohr des „Bunds der Landwirte“.
1932 wurde Hünerson die Ehrendoktorwürde der Universität Tartu verliehen. Von 1933 bis 1936 war Hünerson Direktor der Landwirtschaftskammer der Republik Estland sowie Vorstandsvorsitzender des Landwirtschaftlichen Zentralverbands Estonia. Von 1937 bis 1940 leitete er die neugegründete Körperschaft Riigi Viljasalv, die staatliche An- und Verkaufsorganisation für Getreide und dessen strategischer Bevorratung. Hünerson gehörte zahlreichen landwirtschaftlichen Vereinigungen an. Unter anderem war er von 1924 bis 1940 Generalsekretär des „Zentralverbands der estnischen Landwirte“ (Eesti Põllumeeste Keskselts).

## Verhaftung und Tod
Mit der sowjetischen Besetzung Estlands wurde Hünerson 1941 verhaftet. Er wurde im Juni des folgenden Jahres im Gulag erschossen.

## Privatleben
Jaan Hünerson war ab 1911 mit Eleonore Marie Kristen Ruus (1890–1949) verheiratet. Seine Frau war von 1924 bis zur sowjetischen Besetzung Estlands führendes Mitglied der Pfadfinderbewegung. Ihr gelang 1944 die Flucht nach Deutschland; sie starb in London. Das Paar hatte vier Töchter.
Seit Anfang der 1990er Jahre erinnert an ihrem ehemaligen Wohnhaus in Tartu eine Gedenktafel an Jaan und Eleonore Hünerson.